# Trimma halonevum
Trimma halonevum är en fiskart som beskrevs av Richard Winterbottom 2000. Trimma halonevum ingår i släktet Trimma och familjen smörbultsfiskar. Inga underarter finns listade i Catalogue of Life.